# 相原愛
相原 愛（あいはら あい、1967年11月8日 - ）は日本の女優・歌手・ダンサー・振付師である。神奈川県横浜市金沢区出身。
旧芸名は、秋野涼子、秋野玲美（あきの れみ、1983年）改名後、羽生愛（はにゅう あい、1984〜1991年）
身長164cm。血液型B型。靴のサイズ24.5cm

## 来歴・人物
3歳よりクラシックバレエ・タップを始める。13歳でスカウトされミュージカル劇団「サムシング」入団、13年間ヒロインを務める。同時にNHK教育TV「おーい!はに丸」の歌のお姉さんすみれちゃん
で6年間レギュラーとなる。
その後「ダンシングゼネレーション」のミュージカルで主演に抜擢されポリドールよりレコードデビュー（現パパイヤ鈴木とUnitで全国Tour）、続いて「シルバーFOX伝説」でのヒロインが話題をよび、CD化(2nd)、渋谷公会堂でコンサートも果たす。
アメリカ留学中、全米人気TVスターサーチでアジア代表に選ばれスティーヴン・スピルバーグ監督映画にシンガーで出演、Michael Jacksonダンサーズとコンサート、ジョージ・チャキリスの相手役等に抜擢される。また舞台では「ルパン三世」では峰不二子役、「魔法使いサリー」ママ役なども務めた。元二代目C.C.ガールズ(サポートメンバー)。C.C.ガールズ、シェイプアップガールズ、小田茜、大河内奈々子らの振付またはダンス指導もする。CMは日産、NTT、トヨタ、ダイハツ、ジャックス、アース製薬などに出演。
CDは2008年、4thCD「愛のカンテ／ダンシングドール」をリリースした。また、メキシコにて 全米TV「ウンヌエボディア」に国際交流日本大使として出演。弓道三段の資格や、全日本アマチュアマジック大会グランプリ受賞の経歴もある。
また自分のカンパニー「湘南★スーパートピックス」を2008年4月に立ち上げ、同年8月に旗揚げ公演「トゥインクル〜君がくれたもの〜」を開幕、2009年8月には同公演の再演を成功させる。

## おもな出演作品

### テレビ
- おーい!はに丸（NHK教育） - すみれちゃん
- 不思議少女ナイルなトトメス（フジテレビ） - 赤トンボ
- 春の新番組特番（NHK教育） - 司会
- トゥナイト（テレビ朝日）密着
- クイズ!脳ベルSHOW（BSフジ）

### 舞台
- 某テーマパーク レストランシアター ディナーショー「Hoop Dee Doo」（ドリー役4年間レギュラー）
- ダンシング・ゼネレーション（（別冊マーガレット連載 槇村さとる原作（主演））
- シルバーFOX伝説（主演）
- ルパン三世（モンキー・パンチ原作 （ 峰不二子））
- チャキリスへの伝言（ジョージ・チャキリスと共演）
- New York Dance Beat（Michel Jacson's Dancerと共演）
- コール・ミー・ダンサー3（作詞・振付も）
- adieu・・・アデュー（作詞・振付も）
- コール・ミー・ダンサー4（作詞・振付も）
- ココスマイル（飯塚保美）
- リトルゴースト（主演・作詞・振付）
- GANg2004（メアリー）
- ハロー・グッバイ!（七海）
- PRESENT2005（ビビアン）
- めぐり姫世界漫遊記（クレオパトラ）
- 僕らのかわいい女神様〜GRAFI（カミラ）
- 丹波屋物語（スナックのママ）
- お笑い浅草21世紀（ゲスト）
- スガナレル（コロンビーナ）
- 魔法使いサリー（サリーのママ）
- リトルツインズファンタジー（人形ビビ）
- トゥインクル〜君がくれたもの〜（ペンションオーナー）
- リトルロボッツ（玲美）
- 春のポピュラー音楽祭2009
- ミュージカルマン（3役）
- トゥインクル〜君がくれたもの〜2009（ペンションオーナー）
- ♪ブルースな日々 家へ帰ろう。（三田村八重子）
- 春のポピュラー音楽祭2010
- ブルースな日々 あぁガス欠！
- Good times
- 歓喜の歌－よろこびのうた－（野々宮優子）
- ComedyShow OH! MY GOD!
- セレブ気どり
- 春のポピュラー音楽祭2011
- ブルースな日々♪ 夢に向かって（八重子）
- FIAT SPACE 2nd ANNIVERSARY WEEKLY EVENT
- あしながおじさん〜歌と生演奏、心に響く物語〜（（主演）ジェルーシャ・アボット）
- OH！ MY GOD！
- 見えない人たち（ママ）
- ミュージカル「ダンスレボリューション〜ホントのワタシ」
- カーズドファミリー 月島家の人々 -パール版-（（主演）夢子）
- クラウンミュージカル「ドン・ジュアン」
- オー！マイ・ゴッド！2012
- セレブ気取り -ハート版-
- 春のポピュラー音楽祭2013
- 見えない人たち（2013年）ママ役
- ミュージカル「ダンスレボリューション〜ホントのワタシ」（2013年）
- セレブ気どり（2013年）
- オー！マイ・ゴッド！2013
- カーズドファミリー〜月島家の人々〜 -ダイヤ版-（2014年）
- ミュージカル【ブルースな日々「あぁガス欠！」】（2014年）
- ♪ダンスレボリューション〜ホントのワタシ〜2014（2014年）
- 意味の無い音楽会 -2014-（2014年）
- -ブラックコメディ- 見えない人たち -ダイヤ版-（2015年2月25日～3月1日）
- 春のポピュラー音楽祭2015（2015年5月14日）
- ダンスレボリューション～ホントのワタシ～2015（2015年8月20日～25日）
- 【番外編】ダンスレボリューション～ソノトキのワタシ～2015（2015年8月26日～30日）
- 劇団若獅子公演『中山安兵衛の青春－安兵衛と姉きん－』（2015年10月30日～11月5日）
- Comedy Show『Oh! My God! 2016』（2016年1月7日～11日）
- ラジオドラマ風朗読劇 ミュージカル『スガナレル』（2016年3月29日～4月3日）
- ミュージカル【ブルースな日々♪「夢に向かって」】（2016年6月22～26日）
- ［番外編］ダンスレボリューション～ソノトキのワタシ～2016（2016年8月31日～9月4日）（主演）
- スポットライト（BACK STAGE STORY）（2016年10月19～23日）
- Comedy Show『Oh! My God! 2017』（2017年1月25日～29日）
- ミュージカルファルス『愚か者達へのレクイエム』（2017年4月5日～9日）
- 気まずいっ！～心が痛くなるスケッチ集～（2017年5月27日～6月4日）
- ［番外編］ダンスレボリューション～ソノトキのワタシ～2017（2017年8月30日～9月3日）（主演）
- Comedy Show『OH! MY GOD! 2018』（2018年1月24日～28日）
- ダンスレボリューション～ホントのワタシ～2018（2018年9月8日～17日）（いろはママ）
- オペラ「チャールダッシュの女王」
- 音楽劇「ブルーストッキングレディース」
- 気まずいっ!! ～心が痛くなるスケッチ集～（2022年2月3日～6日）

### 音楽
- ラテンビックバンド ノーチェ・クバーナとラテンコンサート（日比谷公会堂の他 多数出演）

### イベント
- ダイハツモーターショーatビッグサイト

### CM
- 日産
- NTT
- トヨタ
- ダイハツ
- ジャックス
- アース製薬
- 救心製薬

### CD
- 1st ダンシング・ゼネレーション（ダンシング・ゼネレーションのテーマソング）
- 2nd 5万ボルトなプレッシャー/FOXY FACE（女性ロックユニット・シルバーFOXとして）
- 3rd Choice/SAME（マイケルジャクソン’sダンサーと共演のコンサートのテーマ曲）
- 4th 愛のカンテ/ダンシングドール
- 5th HAYABUSA（神部冬馬とDUET）

### Web
- ジェームス小野田アワー(仮)その1（2013年5月26日、BITMOVIE）ゲスト
- 片岡五郎とマダム路子の『人生の並木路』ゲスト
- ネット配信「FLY」(iTunes)

### 振付
歌手
- C.C.ガールズ
- シェイプアップガールズ
- 小田茜
- 大河内奈々子

舞台
- コール・ミー・ダンサー3
- adieu・・・アデュー
- コール・ミー・ダンサー4
- リトルゴースト
- Girls' collection
- シャバダバダ!
- ComedyShow OH! MY GOD!
- 見えない人たち
- セレブ気どり
- ブルースな日々♪ 夢に向かって
- Shall we Judge!?(演出／振付助手)
- ミュージカル「ダンスレボリューション〜ホントのワタシ」
- ミュージカル【ブルースな日々「あぁガス欠！」】
- 意味の無い音楽会 -2014-
- ダンスレボリューション～ホントのワタシ～2015
- 【番外編】ダンスレボリューション～ソノトキのワタシ～2015
- Comedy Show『Oh! My God! 2016』
- ラジオドラマ風朗読劇 ミュージカル『吾が輩は狸である』
- ラジオドラマ風朗読劇 ミュージカル『スガナレル』
- ラジオドラマ風朗読劇 ミュージカルミュージカル『病は気から』
- ミュージカル【ブルースな日々♪「夢に向かって」】
- ダンスレボリューション～ホントのワタシ～2016
- ［番外編］ダンスレボリューション～ソノトキのワタシ～2016
- スポットライト（BACK STAGE STORY）
- Comedy Show『Oh! My God! 2017』
- ミュージカルファルス『愚か者達へのレクイエム』
- ［番外編］ダンスレボリューション～ソノトキのワタシ～2017
- Comedy Show『OH! MY GOD! 2018』
- ミュ―ジカルコメディ「セレブ気取り」
- ダンスレボリューション～ホントのワタシ～2018

### 演出
- Shall we Judge!?(演出／振付助手)